# Roy Davidson
Roy Davidson (3 marzo 1896 – Hollywood, 19 agosto 1962) è stato un effettista statunitense.
Nel 1940 ottenne la candidatura all'Oscar ai migliori effetti speciali per il suo lavoro nel film Avventurieri dell'aria.

## Filmografia parziale
- Avventurieri dell'aria (Only Angels Have Wings), regia di Howard Hawks (1939)
- The Lady Takes a Sailor, regia di Michael Curtiz (1949)